# Alameda de Santa Lucía
La alameda de Santa Lucía fue una vía pública de la ciudad española de Segovia, ya desaparecida.

## Descripción
La vía, ya desaparecida, discurría por las inmediaciones de la calle de San Juan. Debía el título a una iglesia de aquel nombre, que también se difuminó con el paso de los años. Aparece descrita en Las calles de Segovia (1918) de Mariano Sáez y Romero con las siguientes palabras:

Santa Lucía (Alameda de).—Se encuentra este escondido paseo por bajo de la carretera de Arévalo, a su salida por la calle de San Juan. Es conocido el sitio por la Alamedilla, está poblado de árboles de sombra y es lugar apacible y solitario y no tan cuidado como debiera, pues cerca están las escombreras en que vierten hacia San Lorenzo los derribos de obras y recogidas de los barrenderos municipales. Antiguamente se veneraba en una pequeña iglesia, hace mucho tiempo desaparecida, a Santa Lucía y de aquí que este paseo y todo el camino en su largo, pasando por el Hospicio, sea conocido por el nombre de la Santa. También estuvo próxima a estos caminos, en tiempos muy de atrás, la ermita de San Matías.
(Sáez y Romero, 1918, pp. 174-175)